# Мальцов, Фома Васильевич
Фома Васильевич Мальцов (? — 1812) — русский купец и промышленник из рода Мальцовых.

## Биография
Родился в семье Василия Мальцова-меньшого, родного брата основателя Можайской фабрики Василия Мальцова-большего.
Точное место и время рождения Фомы Васильевича пока неизвестно. В раннем возрасте он был взят приказчиком на Можайскую фабрику «содержателей Александра и Акима (Якима) Мальцовых». В те годы они владели не только стекольными заводами, но и парусно-полотняными, а также многими другими.
В документах от 1757 года Фома назван двоюродным братом Акима Мальцова — старший, Александр, к этому времени уже умер. Фабрика, которой владел Аким, была переведена в сельцо Микулино Владимирского уезда, и Фома Мальцов с 1756 года стал приказчиком Гусевской «Хрустальной и стеклянной фабрики». Наряду с этим в некоторых документах до 1765 года Фома называется «орловским купцом».
В 1760-е годы, сразу же после переезда на новое место, Фома начинает хлопотать о заведении собственной фабрики и активно развивать стекольное производство.
Из опубликованных документов известно, что в 1760 году он получил разрешение Сената завести фабрику и купить к ней 50 крестьян без земли (вместо двухсот, о которых просил) для обучению стекольному делу, а для работы нанимать вольных мастеров. Фома Васильевич основал новую фабрику при деревне Никольской, получившую название Киверсовой (впоследствии Судогодской). Фабрика, на которой работало до 50 человек, начала действовать 8 июля 1763 года. Производились на ней «поташные, белые, каретные и зеленые стекла». В доношении 1765 года указано, что хрустальная и стекольная фабрика находится «во Владимирской уезде от города в семидесяти верстах». Из других источников, архивных документов начала XIX века, выясняется, что стеклянная и хрустальная фабрика построена на реке Ястреб, на границе трех округ — Меленковской, Муромской и Судогодской. Будучи человеком предприимчивым, Фома Мальцов «подбирает» земли окрестных помещиков — пустоши Носово, Лопатино, Бородулино, Зевякино, занимает казённые пустоши и сводит на них лес, который был необходим для стекольного производства.
В начале деятельности судогодской фабрики на реке Ястребе Фома Мальцов живёт «в Москве в доме своем и товар в продажу употребляет в Москве». Он постоянно ищет хороших мастеров для стекольной фабрики.
С 1765 года в документах, подписанных в Мануфактур-коллегию, Фома называет себя «московским купцом» 1-й гильдии.
В 1775 году Фоме и его двоюродному брату Акиму удается «восстановиться» в дворянстве, доказав, что являются прямыми потомками Богдана Мальцова из Чернигова, внесённого в общий гербовник дворянских родов в 1634 году. Переход в дворянское сословие дал Мальцовым огромные возможности для промышленного предпринимательства. Как и его брат Аким, Фома стал скупать земельные, лесные угодья, крестьян, тем самым закладывая основы для строительства будущих фабрик.
В 1775 году Фома Васильевич основывает Золотковскую фабрику в сельце Золоткове, которая делала посуду «хрустальную со шлифовкой, рисовкой и мулёвкой».
5 августа 1788 года Фоме, получившему чин секунд-майора, пожалован, в подтверждение его происхождения от древних благородных предков, диплом с изображением гербов.
К началу XIX века Фома Мальцов владел пятью заводами (Киверсовым, Золотковским, Беззубовским, Спиридоновским, Дубенским), расположенными во Владимирской губернии. Владея более сорока лет стекольными заводами, «соответствуя в полной мере распространением своего заведения до знатной выделки стеклянных товаров превышающих добротою своею и чистотою в мастерстве вырабатываемых на других стеклянных заводах государственной пользе», Фома Мальцев был типичным представителем большой и энергичной семьи стеклозаводчиков.
Но уже после 1810 года производство стекла в Судогодском уезде придет в упадок. Одной из причин этому было значительное сокращение лесов, а древесина являлась опорой технологии. Повлияла и затяжная тяжба, в результате которой часть земель, незаконно занятых Фомой Мальцовым, была возвращена владельцам и казне, а на оставшиеся на руках семьи участки повысили оброк.
Умер Мальцов Фома Васильевич в 1812 году. Оставил после себя 5 детей: три сына — Ивана, Павла, Петра и две дочери — Татьяну и Марию Мальцовых.
А в 1814 году судогодская фабрика производит только листовое стекло, а её управляющий и сын Фомы Васильевича, Иван Фомич Мальцов живёт в Меленковском уезде.